# 10 000 mètres masculin aux Jeux olympiques d'été de 2020
Pour des articles plus généraux, voir Athlétisme aux Jeux olympiques d'été de 2020 et 10 000 mètres aux Jeux olympiques.
Navigation
Rio 2016 Paris 2024
L'épreuve du 10 000 mètres masculin aux Jeux olympiques de 2020 se déroule le 30 juillet 2021 au Stade olympique national de Tokyo, au Japon.

## Programme
Tous les horaires correspondent à l'UTC+9
| Date                     | Horaire | Manche |
| ------------------------ | ------- | ------ |
| Vendredi 30 juillet 2021 | 20 h 30 | Finale |

## Records
Avant cette compétition, les records dans cette discipline étaient les suivants :
| Record du monde  | Joshua Cheptegei (UGA) | 26 min 11 s 00 | Valence | 7 octobre 2020 |
| Record olympique | Kenenisa Bekele (ETH)  | 27 min 1 s 17  | Pékin   | 17 août 2008   |

## Médaillés
| Or             | Argent           | Bronze        |
| Selemon Barega | Joshua Cheptegei | Jacob Kiplimo |

## Résultats
| Rang                                | Athlète             | Pays            | Temps          | Notes |
| ----------------------------------- | ------------------- | --------------- | -------------- | ----- |
| Médaille d'or, Jeux olympiques      | Selemon Barega      | Éthiopie        | 27 min 43 s 22 |       |
| Médaille d'argent, Jeux olympiques  | Joshua Cheptegei    | Ouganda         | 27 min 43 s 63 | SB    |
| Médaille de bronze, Jeux olympiques | Jacob Kiplimo       | Ouganda         | 27 min 43 s 88 |       |
| 4                                   | Berihu Aregawi      | Éthiopie        | 27 min 46 s 16 |       |
| 5                                   | Grant Fisher        | États-Unis      | 27 min 46 s 39 |       |
| 6                                   | Mohammed Ahmed      | Canada          | 27 min 47 s 76 | SB    |
| 7                                   | Rodgers Kwemoi      | Kenya           | 27 min 50 s 06 |       |
| 8                                   | Yomif Kejelcha      | Éthiopie        | 27 min 52 s 03 |       |
| 9                                   | Rhonex Kipruto      | Kenya           | 27 min 52 s 78 |       |
| 10                                  | Morhad Amdouni      | France          | 27 min 53 s 58 |       |
| 11                                  | Yemaneberhan Crippa | Italie          | 27 min 54 s 05 | SB    |
| 12                                  | Aron Kifle          | Érythrée        | 28 min 04 s 06 |       |
| 13                                  | Carlos Mayo         | Espagne         | 28 min 04 s 71 |       |
| 14                                  | Marc Scott          | Grande-Bretagne | 28 min 09 s 23 |       |
| 15                                  | Woody Kincaid       | États-Unis      | 28 min 11 s 01 |       |
| 16                                  | Joe Klecker         | États-Unis      | 28 min 14 s 18 |       |
| 17                                  | Akira Aizawa        | Japon           | 28 min 18 s 37 | SB    |
| 18                                  | Isaac Kimeli        | Belgique        | 28 min 31 s 91 |       |
| 19                                  | Patrick Tiernan     | Australie       | 28 min 35 s 06 | SB    |
| 20                                  | Weldon Langat       | Kenya           | 28 min 41 s 42 |       |
| 21                                  | Julien Wanders      | Suisse          | 28 min 55 s 29 | SB    |
| 22                                  | Tatsuhiko Ito       | Japon           | 29 min 01 s 31 |       |
| 23                                  | Kieran Tuntivate    | Thaïlande       | 29 min 01 s 92 |       |
|                                     | Sam Atkin           | Grande-Bretagne | DNF            |       |
|                                     | Stephen Kissa       | Ouganda         | DNF            |       |

## Légende
Records et Performances
- AR : Record continental (area record)
- CR : Record des championnats (championship record)
- MR : Record du meeting (meet record)
- NR : Record national (national record)
- OR : Record olympique (olympic record)
- PR : Record paralympique (paralympic record)
- PB : Record personnel (personal best)
- SB : Meilleure performance personnelle de la saison (season's best)
- WL : Meilleure performance mondiale de l'année (world leader)
- WJR : Record du monde junior (world junior record)
- WR : Record du monde (world record)

Circonstances et Conditions
- DNF : N'a pas terminé (did not finish)
- DNS : N'a pas pris le départ (did not start)
- DQ : Disqualification (disqualification)
- NM : Aucun essai valable enregistré (No Mark)
- Q : Qualifié « directement » au prochain tour (ou à la prochaine compétition), lors d'une compétition majeure, grâce au classement ou à la réalisation des minima (automatic qualifier)
- q : Qualifié au prochain tour (ou à la prochaine compétition), lors d'une compétition majeure, grâce au repêchage ou à la réalisation de l'une des meilleures performances parmi celles des « non qualifiés directement » (grâce au meilleur temps ou à la meilleure distance par exemple) (secondary qualifier)